# Estádio Waldomiro Borges
Estádio Waldomiro Borges – stadion piłkarski, w Jequié, Bahia, Brazylia, na którym swoje mecze rozgrywa klub Associação Desportiva Jequié.